# Polygonum kolumense
Polygonum kolumense är en slideväxtart som beskrevs av A.P. Khokhryakov. Polygonum kolumense ingår i släktet trampörter, och familjen slideväxter. Inga underarter finns listade i Catalogue of Life.